# 張嘉元
張嘉元（ジャン・ジャーユエン、2003年1月8日 - ）は、中華人民共和国の歌手、ギタリスト。男性バンドグループ・銀河系楽団と男性アイドルグループ・INTO1のメンバー。

## 来歴
2020年にテンセントビデオのオーディション番組『明日之子 SUPER BAND』に参加し、男性バンドグループ銀河系楽団のギタリストとしてデビュー。
2021年には、テンセントビデオのアイドルオーディション番組『創造営2021』に参加し、最終順位8位となり、INTO1のメンバーとしてデビュー。

## 出演
- 明日之子 SUPER BAND（テンセントビデオ、2020年）
- 創造営2021（テンセントビデオ、2021年）